# St. Katharina (Obermaiselstein)

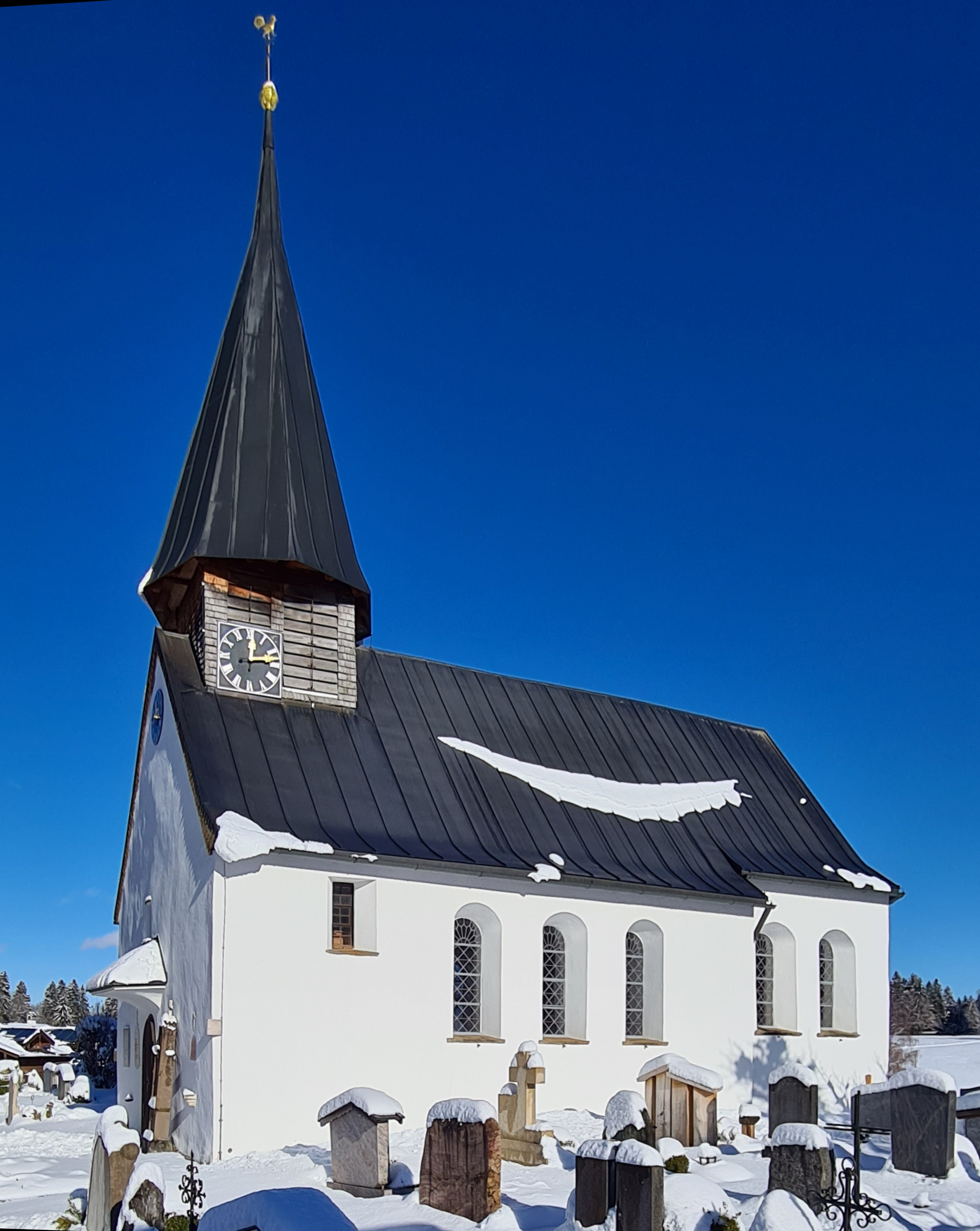
St. Katharina in Obermaiselstein

Innenraum

St. Katharina ist eine ehemalige römisch-katholische Pfarrkirche in Obermaiselstein, einer Gemeinde im schwäbischen Landkreis Oberallgäu in Bayern. Das denkmalgeschützte Bauwerk ist in der Liste der Baudenkmäler in Obermaiselstein unter der Nr. D-7-80-131-5 eingetragen.

## Beschreibung
Die Saalkirche wurde in der zweiten Hälfte des 15. Jahrhunderts errichtet. Sie besteht aus einem Langhaus und einem eingezogenen, dreiseitig geschlossenen Chor im Osten. Aus dem Satteldach des Langhauses erhebt sich im Westen ein quadratischer Dachreiter, der mit einem steilen, achteckigen Helm bedeckt ist. Der Innenraum des Langhauses wurde im späten 18. Jahrhundert mit einer Flachdecke überspannt. In der nördlichen Wand des Chors befindet sich ein Sakramentshaus aus dem späten 15. Jahrhundert. Zur spätklassizistischen Kirchenausstattung gehört der Hochaltar von 1837. Der Tabernakel hat die Form einer Bundeslade. Das Gemälde über die Geburt Christi stammt von Ludwig Caspar Weiß, ebenso der Kreuzweg von 1853.
Die Orgel mit neun Registern auf zwei Manualen und Pedal wurde 1930 von Zeilhuber erbaut. 1970 wurde sie von der Erbauerfirma auf 14 Register erweitert.